# تلمبة شاجية دو (نغار بردسير)
تلمبة شاجية دو (بالإنجليزية: Tolombeh-ye Shajai-ye Do)‏ هي مستوطنة تقع في إيران في كرمان.